# Los Morrones
Morrones es una banda de Punk Argentina formada en 1998. Las letras de sus canciones se caracterizan por el humor.

## Historia
Morrones se forma en 1998 de la mano de Pitu, venía de tocar en 'Mal Rollo' con su amigo Julito y Javier (Caza). Pitu arma a los Morrones con Fizu en la Batería. A finales de los 90's los Morrones se separan. En el 2001 Pitu se juntan con Niandu, un amigo de la infancia que se conocían desde los 5 años y que hacia mucho no se veían y forman una nueva banda. La banda se llamaría 'Nada De Nada' y junto a Rafa tocarían temas escritos por Pitu. Pasaron varios integrantes (entre ellos Christian en la batería -ex Trola, Todos Tus Muertos, Responsables No Inscriptos y Las Manos de Filippi-). 

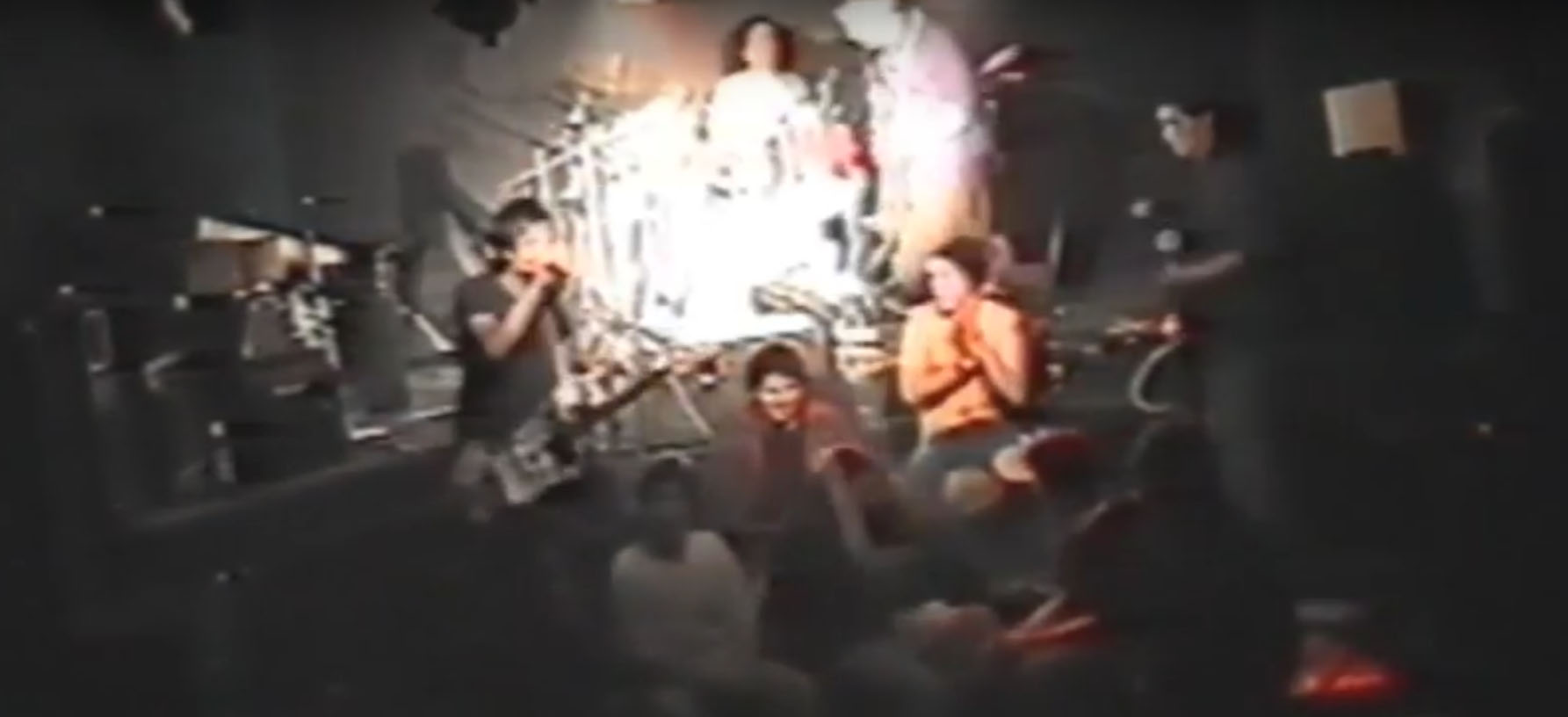
Nada de Nada en CBGB (2001).

Fizu volvería a finales del 2002 a la batería en la cual en ese momento quedaba formada la banda con Pitu en la voz-guitarra, Niandu en bajo-coro y Fizu en la batería. En ese entonces la banda se volvió a llamar 'Morrones', Niandu se aleja de la banda en el 2003, volvería a la carga en el 2005 junto a la incorporación de Hernán. La banda queda formada con Fizu en Batería, Hernán en Guitarra, Niandu en Bajo y Pitu en Voz. En el 2007 sacan su primer álbum grabado en estudio titulado 'Y Bue...' en el que consta de 18 temas. En el 2009 lanzan su segundo álbum 'Toma Dos'. En el 2011 Hernán dejaría la banda y pasaría a estar en su lugar en el 2012 el guitarrista Juanma donde lo conocía Pitu de su trabajo. Luego grabarían en Estudio Urbano, el 12 de octubre de 2012, el tema 'Traiciones'.
La banda estuvo en un parate desde el 2017 al 2021 debido a que Pitu (voz) estuvo viviendo en Alemania y los demás integrantes estuvieron en diferentes proyectos de vida.
En la actualidad desde 2022 en adelante la banda sigue vigente con el nombre MORRONES .Z con Pitu (voz), Juanma (guitarra y coro), Niandu Bansai (bajo y coro) y Fizu (batería). La Z viene de la palabra japonesa “zenkai” que significa “última vez”, pero también hace referencia al proceso evolutivo de la banda.
En el 2024 Niandu Bansai, Fizu y Juanma se alejan de MORRONES .Z.
Actualmente en el 2025 Morrones se reconstruye bajo el nombre de MORRONES ∞ (infinito) con Alfre en bajo, Juan en guitarra, Damian en batería y Pitu en voz.

## Curiosidades
Las canciones de la banda sonaron en varios Pro Evolution Soccer versión Argentina para PlayStation 2.
Morrones, banda punk ligada al under, alcanzó mayor masividad cuando sus temas fueron incluidos en el juego de fútbol de PlayStation 2 PES 2010.
Morrones portan tal vez en su mismo nombre el chiste implícito. Con ganas de divertirse y ponerle color a tanta solemnidad en el punk, concentrado en su furibunda diatriba antisistema.
Si bien el estilo de su música y la mayoría de sus letras los acercan al punk, otras de sus canciones, delirantes, humorísticas y con temáticas ajenas a la protesta antisistema que caracteriza este movimiento los asimilan a una suerte de punk paródico o irónico.
¿Letras punk?
Como se sabe, la mayoría de las letras del punk se proponen rebeldes, plasmando la disconformidad virulenta contra el sistema capitalista, contra la organización política y sus instituciones, contra el orden social, una suerte de reivindicación de las viejas banderas anarquistas. Incorporan además la idea del vacío existencial y de la ausencia de sentido de la vida, asociado al consumo de las drogas como bandera de resistencia contra la maquinaria del sistema productivo y mercantilista.
Si bien los Morrones tratan la cuestión social y política antes mencionada, lo interesante y novedoso es que lo hacen con humor. Pero lo innovador también es que se establecen temas que difícilmente podrían pensarse dentro de un repertorio de punk ortodoxo y que suenan más a homenajes generacionales y chistes que a canciones de protesta rabiosa.
Calidad musical de Morrones
Cabe mencionar que más allá del chiste y la humorada, Morrones poseen una gran calidad sonora y solidez como banda. Su música da cuenta de un buen grado de elaboración que no siempre se encuentra en bandas nuevas o músicos jóvenes y eso hace pensar que puedan tener proyección de futuro.
Sus temas más populares y cantados en el under son: Arquero volante, En contra de todos y Me estaré volviendo puto

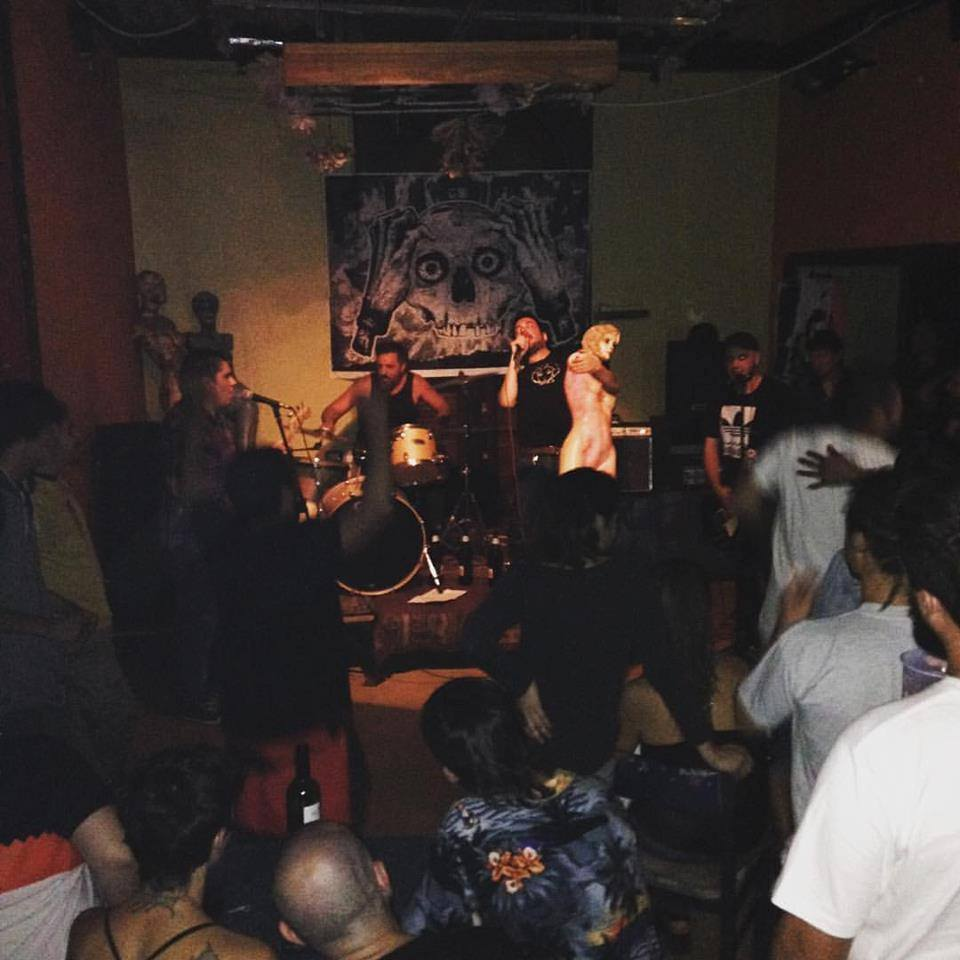
Recital en Ambigu (2016).

## Miembros actuales
- Damian - (Batería)
- Juan - (Guitarra)
- Alfre - (Bajo)
- Pitu - (Voz)

## Discografía

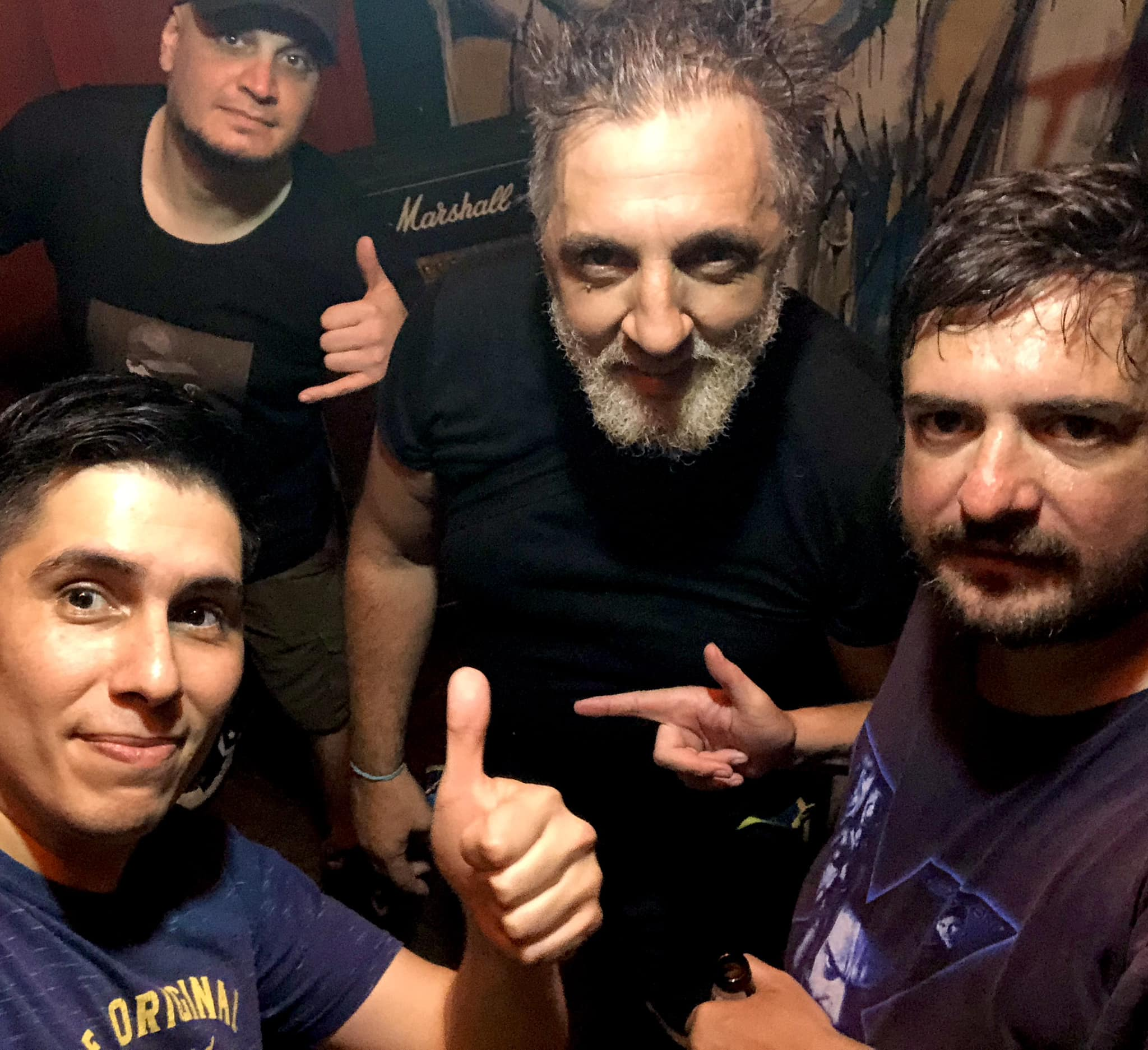
MORRONES Z (2023)

- 2007 - Y BUE... :

1. El Baseball
2. Uindou
3. Turbante
4. Cocalavera
5. Almohada
6. El Papel
7. Chica Madura
8. Siberia
9. Arquero Volante
10. Bacalao
11. Polilla
12. Estoy Gordo
13. No Pido Permiso
14. Que Feo Soy
15. Iconoclasta
16. La Hija Del Carnicero
17. Porky's
18. La Motito
- 2009 - TOMA DOS:

1. Fugitivo
2. Pesadilla
3. Lokeo
4. Las Manos
5. Me Estaré Volviendo Puto
6. Mis Mejores Ideas
7. En Contra De Todos
8. Beywosh
9. Un Marciano Presidente
10. Super Héroe En Huelga
11. Mano Inspirada
12. Everredi
13. Chilindrina
14. Eyaculación Precoz
- SENCILLO :

Traiciones (2012)

## Enlaces
- YouTube Oficial https://www.youtube.com/user/losmorrones
- Spotify https://play.spotify.com/artist/36RjOH5sqlpi7JRRNKCPR6
- Instagram Oficial https://www.instagram.com/morronespunk
- Facebook Oficial https://www.facebook.com/groups/20178269833/?pnref=story
- Twitter Oficial https://twitter.com/losmorrones

- Datos: Q16592985